# Graphéine
Graphéine est une agence de design graphique spécialisée dans la création d'identités visuelles. Elle est fondée à Paris en 2002 par cinq anciens élèves de l'École Duperré. Leurs bureaux se situent à Lyon et à Paris. 
L'agence met en avant le rôle social du design et à ce titre ses créations, en particulier dans le domaine des marques territoriales, sont cités dans certains travaux universitaires,,,. L'entreprise et ses dirigeants s'expriment régulièrement sur les enjeux liés au design, comme par exemple sur la problématique du mécénat de compétence et celle des appels d'offres publics,.

## Historique
L'entreprise est fondée en 2002 par Mathias Rabiot, Jérémie Fesson, Nans Grall, Adrien Campagnac et Marius Pannequin, cinq anciens élèves de l'École Duperré. De 2002 à 2012, elle est généraliste, intervenant sur une diversité de sujets liés au design graphique. En 2012, Jérémie Fesson et Mathias Rabiot réorientent l'agence autour du design de marques après le départ des trois autres associés.
L'agence est invitée à présenter son travail aux Rencontres internationales de Lure en 2018 et à l'Office des publications de l'Union européenne dans le cadre de l'événement Design the face of EU en 2019.

## Principales réalisations
L'agence conçoit des logos et des identités visuelles pour des entreprises et institutions publiques comme la région Auvergne-Rhône-Alpes, les villes d'Annecy, de Pau et de Romans-sur-Isère ou encore le ministère de la Culture.

## Bombay Tv
En 2005, Graphéine crée le site Bombay Tv qui permet de sous-titrer des extraits de films de manière humoristique et de les partager. Le site rencontre un bon succès sur internet. Le site ferme en 2021.

### Conférences
- Designing the face of Europe, How not to fail your creative process, Bruxelles, 2019[32]
- DesignForum Tirol, Logo Addict, Innsbruck, 2018[33]
- Les dessous de Graphéine, Rencontres internationales de Lure, 2018[34]
- Designer / Designé, SensoTalks, Paris, 2018[35]

### Expositions collectives
- Exposition sur les identités visuelles territoriales, Madrid Gráfica, 2020[36]
- Timeless, une exposition hommage à Massimo Vignelli, Saint-Sébastien, 2015[37]
- Biennale du design graphique GoldenBee, Moscou, 2012[38]
- Design Map, Cité du design (Saint-Étienne), 2011[39]

### Prix et distinctions
- Label Observeur du design pour l'identité visuelle de l'Observatoire de la biodiversité, 2014[40]